# Reiko Ike
Reiko Ike (jap. 池玲子 Ike Reiko; 25 maja 1953 w Tokio), właśc. Reiko Ikeda (jap. 池田玲子 Ikeda Reiko) – japońska artystka, aktorka i piosenkarka. Jest najlepiej znana ze swoich ról w filmach z gatunku pinku eiga. W 1971 roku zadebiutowała jako piosenkarka i wydała swój album Kôkotsu No Sekai. Po odbyciu kary więzienia w związku z narkotykami i kolejnej za nielegalny hazard w latach 70. Ike rzuciła branżę rozrywkową.

## Wybrana filmografia
- Hot Springs Mimizu Geisha (温泉みみず芸者 – Onsen mimizu geisha) (3 VII 1971)
- Girl Boss Blues – Queen Bee’s Counterattack (女番長ブルース　牝蜂の逆襲 – Sukeban Buruusu – Mesubachi No Gyakushu) (27 X 1971)
- Modern Porno Tale: Inherited Sex Mania (現代ポルノ伝　先天性淫婦 – Gendai Porno-den: Senten-sei Inpu) (12/17/1971)
- Girl Boss Blues – Queen Bee’s Challenge (女番長ブルース　牝蜂の挑戦 – Sukeban Buruusu Mesubachi No Chosen) (2/3/1972)
- Girl Boss Guerilla (女番長ゲリラ – Sukeban Guerilla) (8/12/1972)
- Terrifying Girls High School: Women’s Violent Classroom Classroom (恐怖女子高校　女暴力教室 – Kyofu Joshi Koko – Boryoku Kyoshitsu) (9/29/1972)
- Lustful shogun and his twentyone mistresses (エロ将軍と二十一人の愛妾 – Ero shogun to nijyuichi nin no aisho) (12/2/1972)
- Girl Boss Revenge (女番長 – Sukeban) (1/13/1973)
- Sex and Fury (不良姐御伝　猪の鹿お蝶 – Furyô anego den: Inoshika Ochô) (2/17/1973)
- Terrifying Girls' High School: Lynch Law Classroom (恐怖女子高校　暴行リンチ教室 – Kyôfu joshikôkô: bôkô rinchi kyôshitsu) (3/31/1973)
- Female Yakuza Tale: Inquisition and Torture (やさぐれ姐御伝　総括リンチ – Yasagure anego den: sôkatsu rinchi) (6/7/1973)
- Terrifying Girls High School: Delinquent Convulsion Group (恐怖女子高校　不良悶絶グループ – Kyofu Joshi Koko – Furyo Monzetsu Guruupu) (9/1/1973)
- Battles Without Honor and Humanity: Proxy War (仁義なき戦い　代理戦争 – Jingi naki tatakai: Dairi senso) (9/25/1973)
- Criminal Woman: Killing Melody (前科おんな　殺し節 – Zenka onna: koroshi-bushi) (10/27/1973)
- Terrifying Girls High School: Animal Courage (恐怖女子高校　アニマル同級生 – Kyofu Joshi Koko – Animaru Dokyosei) (12/1/1973)
- Girl Boss: Diamond Showdown (女番長　タイマン勝負 – Sukeban – Taiman Shobu) (1/15/1974)
- The Street Fighter's Last Revenge (逆襲！殺人拳 – Gyakushû! Satsujin ken) (11/22/1974)
- Graveyard of Honor (仁義の墓場 – Jingi no hakaba) (2/15/1975)
- The Golden Dog (黄金の犬 – Ôgon no inu) 6/2/1979)[1]